# جنایت تجاوز

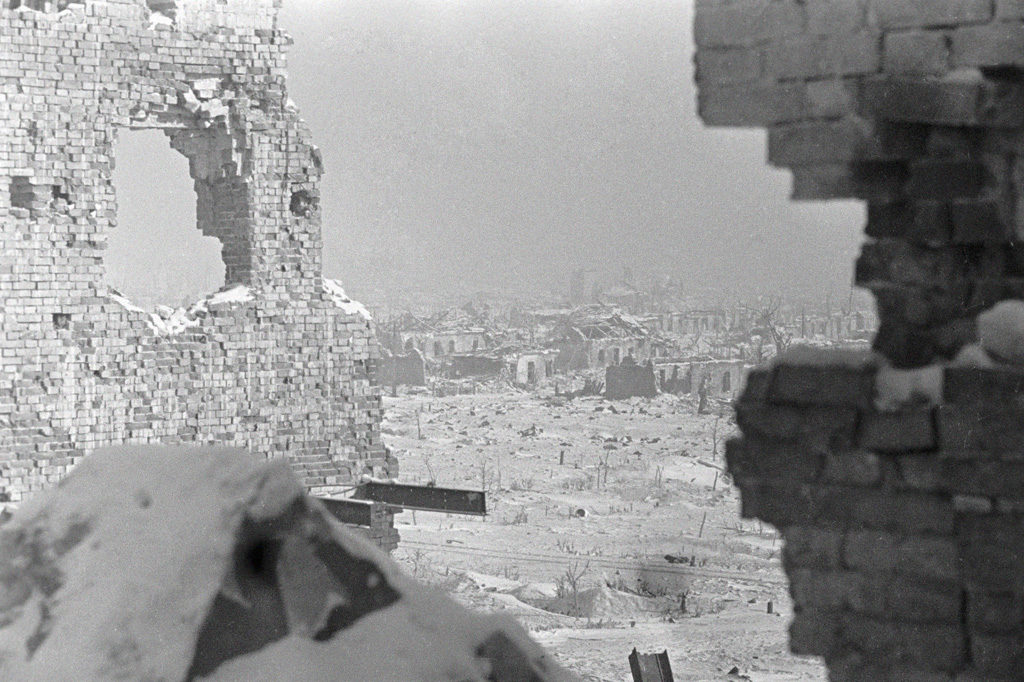
جرم تجاوز توسط حقوقدان شوروی، آرون ترینین، در پی حمله آلمان به اتحاد جماهیر شوروی در طول جنگ جهانی دوم مطرح شد. تصویر: استالینگرادِ ویران، دسامبر ۱۹۴۲

جنایت تجاوز یا جنایت علیه صلح، برنامه‌ریزی، آغاز یا اجرای یک عمل تجاوز گسترده و جدی با استفاده از نیروی نظامی یک دولت است. تعریف و دامنه این جنایت بحث‌برانگیز است. اساسنامه رم شامل فهرست جامعی از اعمال تجاوزکارانه است که می‌تواند منجر به مسئولیت جنایی فردی شود، که شامل تهاجم، اشغال نظامی، الحاق با استفاده از زور، بمباران و محاصره نظامی بنادر می‌شود. به‌طور کلی، ارتکاب عمل تجاوز، یک جرم رهبری است که تنها می‌تواند توسط کسانی ارتکاب شود که قدرت شکل‌دهی به سیاست تجاوز یک دولت را دارند، نه کسانی که آن را اجرا می‌کنند.
پایه فلسفی درست نبودن تجاوز در نظریه جنگ عادلانه یافته می‌شود که در آن، آغاز جنگ بدون دلیل موجه برای دفاع از خود، ناعادلانه است. در پی تهاجم آلمان به اتحاد جماهیر شوروی در طول جنگ جهانی دوم، آرون ترینین، حقوقدان اهل شوروی، اولین پیشنهاد موفقیت‌آمیز برای جرم‌انگاری تجاوز را ارائه داد. منشور دادگاه نظامی بین‌المللی، مسئولیت کیفری برای شروع جنگ تجاوزکارانه را پیش‌بینی کرده بود که تمرکز اصلی محاکمه نورنبرگ بود. دیگر شرکت‌کنندگان در جنگ جهانی دوم به جرم تجاوز در فنلاند، لهستان، چین، دادگاه‌های بعدی نورنبرگ و دادگاه توکیو محاکمه شدند. هیچ‌کس نه قبل و نه از دهه ۱۹۴۰ تاکنون به دلیل تجاوز تحت پیگرد قانونی قرار نگرفته است.
مواردی وجود دارد که تعریف این جنایت را به‌طور ویژه مبهم می‌کند، مانند «جنگ علیه تروریسم»، که طبق تعریف آسیبی است که توسط دولت آغاز شده است. این مورد ممکن است استفاده از چارچوب‌های قانونی و اجتماعی موجود را برای «ایجاد محیطی که در آن قابلیت اعمال هنجارهای بین‌المللی مربوطه یا به شدت محدود یا نامشخص بود» نشان دهد و بنابراین واقعیت محض تجاوز را توجیه کند.
به‌طور کلی این پذیرفته است که جرم تجاوز در حقوق بین‌الملل عرفی موجود است. تعاریف و شرایط اعمال صلاحیت دیوان کیفری بین‌المللی بر این جنایت در سال ۲۰۱۰ در کنفرانس بازنگری کامپالا توسط کشورهای عضو دیوان تصویب شد. تجاوز طبق قانون اساسی برخی کشورها جرم‌انگاری شده است و می‌تواند تحت صلاحیت جهانی تحت پیگرد قانونی قرار گیرد.
تجاوز، در کنار نسل‌کشی، جرایم علیه بشریت و جرایم جنگی یکی از جرایم اصلی در حقوق کیفری بین‌المللی است. در سال ۱۹۴۶، دادگاه نظامی بین‌المللی حکم داد که تجاوز «عالی‌ترین جنایت بین‌المللی» است زیرا «در خود شر انباشته شده از کل را دربردارد».  دیدگاه رایج این است که تجاوز، جرمی علیه دولتی است که مورد حمله قرار گرفته است، اما می‌توان آن را جرمی علیه افرادی که در نتیجه جنگ کشته یا آسیب دیده‌اند نیز در نظر گرفت.